# 4-sulfobenzoato 3,4-diossigenasi
La 4-sulfobenzoato 3,4-diossigenasi è un enzima appartenente alla classe delle ossidoreduttasi, che catalizza la seguente reazione:
4-sulfobenzoato + NADH + H+ + O2 ⇄ 3,4-diidrossibenzoato + sulfito + NAD+
L'enzima è un sistema, contenente una reduttasi che è una flavoproteina (FMN ferro-zolfo, una ossigenasi ferro-zolfo, e nessuna ferredossina indipendente. Richiede Fe2+.